# Bad Moon
Bad Moon ist ein US-amerikanischer Horrorfilm aus dem Jahr 1996. Das Drehbuch beruht auf dem Roman „Thor“ von Wayne Smith.

## Handlung
Der Wissenschaftler Ted Harrison und seine Freundin reisen mit einer Expedition nach Nepal. Dort werden sie von einem Werwolf angegriffen als sie im Zelt Sex haben. Ted wird verletzt, aber überlebt; seine Freundin stirbt. Ted erschießt den Werwolf.
In den USA wird Teds Schwester Janet von einem Handelsvertreter besucht. Der Mann wird von Janets Hund Thor angegriffen und droht mit einer Klage. Janet sagt, sie sei Anwältin und bezeichnet den Mann als Betrüger, der die Hunde provoziere, um die Besitzer zu verklagen. Der Mann lässt sie in Ruhe.
Ted kehrt in die Vereinigten Staaten zurück, wo er nach einigen Monaten von Janet und ihrem 10-jährigen Sohn Brett besucht wird. Janet schlägt vor, dass Ted zu ihr zieht. Er fängt an, sich zu verwandeln. Thor kann ihn nicht mehr ausstehen. Ted bindet sich selbst an einen Baum, um die nächtlichen Verwandlungen aufzuhalten, aber dies nützt nichts.
Als Janet bemerkt, dass mit Ted etwas nicht stimmt, folgt sie ihm bei seinem täglichen Waldspaziergang. Als sie ihn findet, will er sich gerade an einen Baum fesseln. Janet spricht ihn auf sein merkwürdiges Verhalten an. Daraufhin fängt Ted an sich zu transformieren. Janet beginnt zu realisieren, was mit ihrem Bruder geschieht und flieht nach Hause.
Am Ende des Films wird Ted in Werwolfsgestalt von seiner Schwester schwer verwundet und schließlich von Thor getötet.

## Kritiken
James Berardinelli schrieb auf ReelViews, es würden drei Minuten des Zuschauens reichen, um festzustellen, der Film sei schlecht. Er bemängelte einige logischen Schwächen des Films.
Mick LaSalle schrieb in der San Francisco Chronicle vom 2. November 1996, der Film verpacke Sex und Gewalt auf eine besonders amüsante Art. Er lobte die Spezialeffekte.

„Ein sehr spannender Horrorfilm, der altvertraute Klischees geschickt variiert und aus dem sich steigernden Konflikt zwischen Mann und Hund einen zusätzlichen Aspekt gewinnt. Zum Ende hin baut der mit einigen unnötig blutigen Szenen inszenierte Film ein wenig ab, besonders in der Darstellung des Übergangs vom animalisch Triebhaften zum willentlich Bösen.“

## Hintergründe
Die Produktionskosten von Bad Moon betrugen ungefähr sieben Millionen US-Dollar und er spielte in den Kinos der USA, wo er in 825 Kinos vorgeführt wurde, etwas mehr als eine Million US-Dollar ein. Der Film lief nie in den europäischen Kinos an. Es existiert eine deutsche Bad Moon-Fassung auf VHS, auch eine geschnittene deutsche Fernsehversion ist vorhanden.